# Kasteel van Snellegem

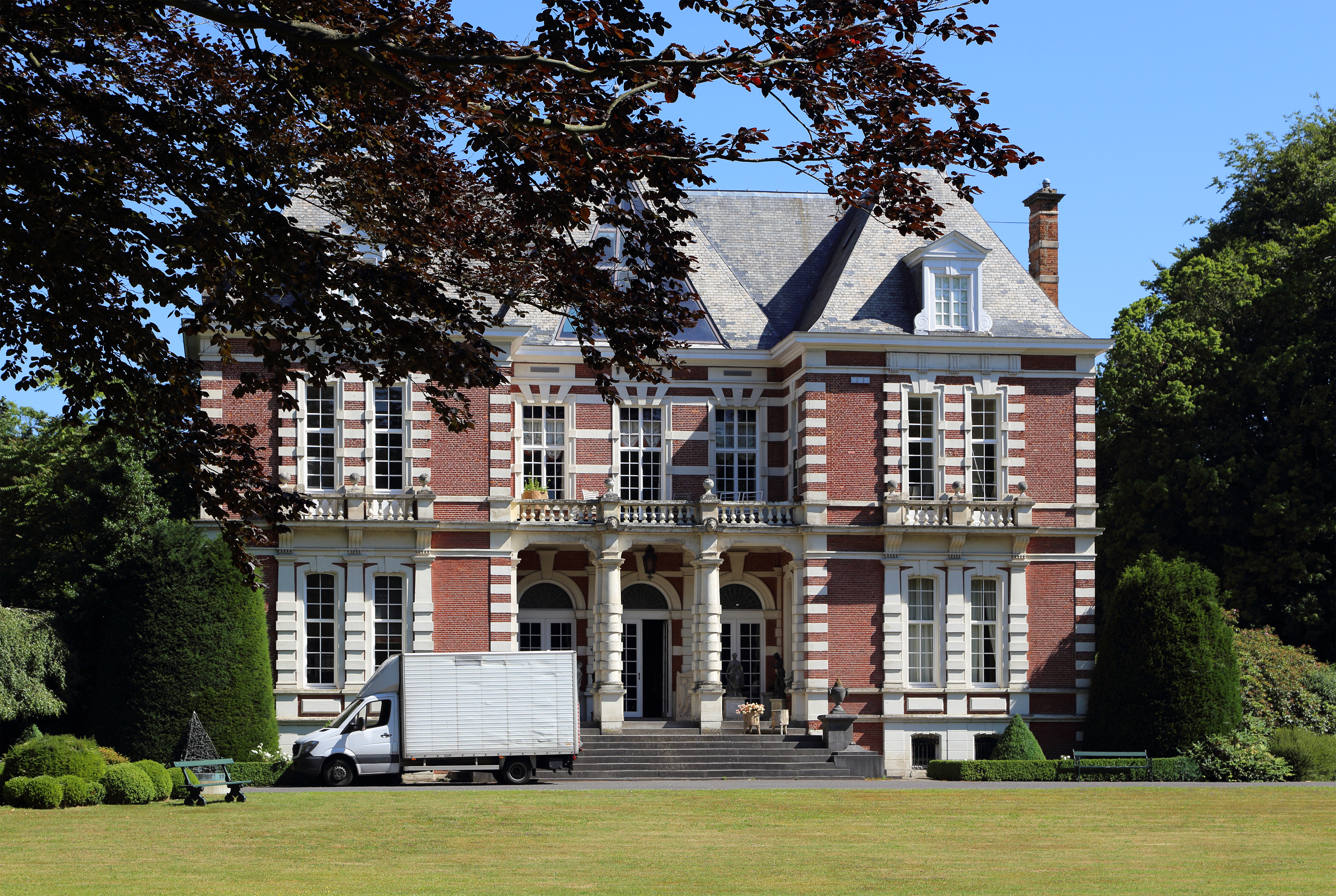
Kasteel van Snellegem

Het kasteel van Snellegem, ook bekend als De Boeverie, is een kasteel in de tot de West-Vlaamse gemeente Jabbeke behorende voormalige gemeente Snellegem, gelegen aan Kasteeldreef 5-7.

## Geschiedenis
Het kasteel werd gebouwd in 1874-1875 in opdracht van baron Edmond le Bailly de Tilleghem. Het lag ten oosten van het historisch domein Vlaeminckpoort. Om het kasteel werd een park in Engelse landschapsstijl aangelegd. 
In de twintigste eeuw werd het kasteel bewoond door Bénédict Gillès de Pélichy, zijn echtgenote Adrienne le Bailly de Tilleghem (kleindochter van Edmond le Bailly) en hun negen kinderen. Beide echtgenoten waren opeenvolgend burgemeester van Snellegem en werden hierin opgevolgd door hun zoon Baudouin Gillès de Pelichy (1915-1997). 
Tijdens de Eerste Wereldoorlog werd door de bezetter een vliegveld aangelegd op het domein en werd het kasteel in gebruik genomen door Duitse officieren. Bij geallieerde bombardementen op het vliegveld, werd ook het kasteel beschadigd. Na de oorlog werd het kasteel opnieuw het zomerverblijf van de familie. In 1927 brak brand uit in de kelderkeuken en moest een deel van het kasteel heropgebouwd worden. Tijdens de Tweede Wereldoorlog werd het kasteel opnieuw opgeëist als residentie voor Duitse officieren.
In 1961 verkocht de familie het domein. De nieuwe eigenaar was Raoul Halewyck, oester- en kreeftenkweker in Oostende en vader van een talrijk gezin. Na hem bleef het gebouw een tijdlang onbewoond en bezet door kluizenaars.
In 1975 was de eigenaar de antiquair Paul De Grande die er zijn woning van maakte en tevens een expositieruimte voor zijn antiekzaak.
Het park werd grotendeels verkaveld en omgevormd tot een villawijk.

## Gebouw
Het kasteel is opgetrokken in eclectische stijl. In delen van het interieur is de oorspronkelijke inrichting nog aanwezig.
Het park omvat, naast een serpentinevijver, een koetshuis met paardenstallen en een oranjerie.